# Barbut capgroc
El barbut capgroc (Trachyphonus margaritatus) és una espècie d'ocell de la família dels líbids (Lybiidae) que habita zones àrides de garrigues i matolls, al sud de Mauritània, centre de Mali, i a través del sud de Níger, extrem nord-est de Nigèria, sud de Txad i centre i sud del Sudan i Sudan del Sud fins al nord i centre d'Etiòpia, Eritrea, Djibouti i nord-oest de Somàlia.